# 佐々木一郎 (実業家)
佐々木 一郎（ささき いちろう、1957年4月30日 - ）は、日本の技術者、実業家、ブラザー工業株式会社元代表取締役社長、現取締役副会長、中部マーケティング協会会長。名古屋市出身。

## 人物・経歴
愛知県名古屋市出身。1983年名古屋大学大学院工学研究科修了、ブラザー工業入社。レーザープリンター開発など新事業の指揮にあたった。NID開発部長を経て、2009年執行役員。2013年常務執行役員。2013年取締役常務執行役員に昇格。2016年代表取締役常務執行役員。2017年代表取締役専務執行役員。11年ぶりの社長交代により2018年から代表取締役社長を務め、中期経営計画策定などにあたった。
2024年6月には取締役副会長に就任したほか、2025年5月には中部マーケティング協会の会長に就任している。